# خوزه پاسکوالتی
خوزه پاسکوالتی (انگلیسی: José Pasqualetti؛ زادهٔ ۲۷ سپتامبر ۱۹۵۶) بازیکن فوتبال اهل فرانسه است.
از باشگاه‌هایی که در آن بازی کرده‌است می‌توان به باشگاه فوتبال المپیک لیون، باشگاه فوتبال باستیا، و باشگاه ورزشی مون‌پلیه اشاره کرد.